# Eochaid Buide
Eochaid Buide foi rei de Dál Riata de aproximadamente 608 até 629. "Buide" refere-se a cor amarelo, a mesma cor do seu cabelo.
Era o filho mais jovem de Áedán mac Gabráin e tornou-se o herdeiro escolhido de seu pai após a morte de seus irmãos mais velhos. Na "Vida de São Columba" de Adomnán de Iona, consta que Columba previu que Eochaid, então uma criança, iria suceder seu pai em detrimento de seus irmãos adultos: Artúr, Eochaid Find e Domangart.
Nos últimos dois anos do seu reinado, 627-629, Eochaid foi aparentemente co-governante com Connad Cerr, que o precedeu. Eochaid foi seguido por seu filho Domnall Brecc.
Outros filhos de Eochaid nomeados pelo Senchus fer n-Alban são: Conall Crandomna, Failbe (que morreu na Batalha de Fid Eoin), Cú-cen-máthair (cuja morte é relatada nos Anais de Ulster como ocorrida em 604), Conall Bec, Connad ou Conall Cerr (que pode ser a mesma pessoa de Connad Cerr, que morreu em Fid Eoin), Failbe, Domangart e Domnall Donn (não a mesma pessoa de Domnall Donn, a menos que seu obituário seja deslocado por 45 anos como a de Ferchar mac Connaid)
De acordo com o Fled Dúin na nGéd, Eochaid Buide foi avô de Congal Cáech. A história tem características anacrônicas como a de Eochaid estar ainda vivo na época da batalha de Mag Rath (seguramente datada do ano 637), mas é cronologicamente possível que Congal Cáech pudesse ter sido filho da filha de Eochaid, se a identificação de Cú-cen-máthair e a data de sua morte estiverem corretas.